# Himmerland Open
Het Himmerland Open is een voormalig golftoernooi van de Europese Challenge Tour. Het werd van 1994 tot en met 1998 in de maand juni op de Himmerland Golf Klub gespeeld.

## Winnaars
| Jaar                           | Winnaar(s)                     | Score           | Score           | Info                              |
| Himmerland Open                | Himmerland Open                | Himmerland Open | Himmerland Open | Himmerland Open                   |
| ------------------------------ | ------------------------------ | --------------- | --------------- | --------------------------------- |
| 1994                           | Michael Archer po              | 209             | -7              | Mats Hallberg verloor de play-off |
| 1995                           | Thomas Bjørn                   | 216             | par             |                                   |
| 1996                           | Knud Storgaard Niklas Diethelm | 205             | -11             | geen play-off                     |
| 1997                           | Mikael Lundberg                | 209             | -7              |                                   |
| Navison Open Golf Championship |                                |                 |                 |                                   |
| 1998                           | Søren Hansen                   | 206             | -10             |                                   |